# Květnice
Květnice (deutsch Kwietnitz, älter Blumenau) ist ein Dorf mit 1.447 Einwohnern am Bach Výmola in der Region Středočeský kraj (Tschechien). Er liegt drei Kilometer südwestlich von Úvaly.

## Geschichte

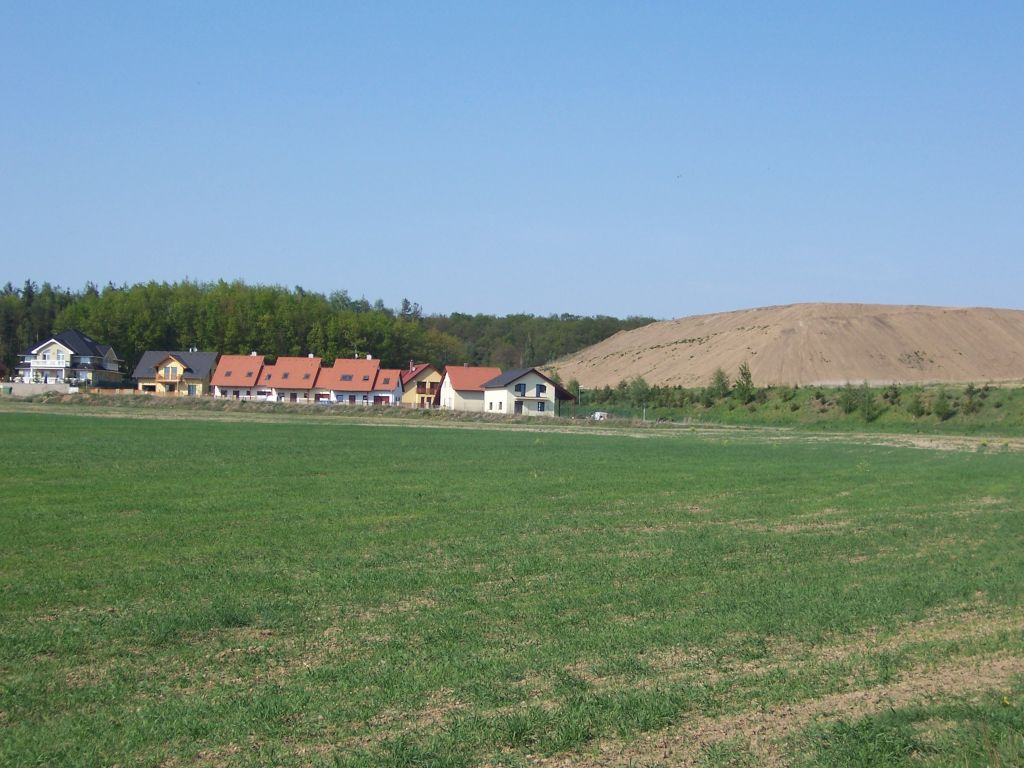
Ortsansicht

Erste schriftliche Erwähnung stammt aus dem Jahr 1352.

## Ortsgliederung
Für die Gemeinde sind keine Ortsteile ausgewiesen. Zu Květnice gehört die zwischen Květnice und Sibřina gelegene Siedlung Květnice II, die ursprünglich den Namen Sibřina II trug.  Eine weitere Siedlung mit den Namen Květnice III ist im Entstehen.

## Sehenswürdigkeiten
- Burgruinen Květnice